# Pi-ramses
Pi-Ramses , ældre navn: Avaris, også kendt som den turkis-blå by pga dens turkise kakler som besmykkede de mange bygninger i byen. 
Mange var forargede over at Ramses d. 2 byggede sin by, der hvor Avaris havde ligget. Avaris havde været Hyksos-krigernes by. Men alligevel endte det med at blive én af de mest storslåede byer i Egypten.
| Egyptens historie | Spire Denne artikel om Egyptens historie er en spire som bør udbygges. Du er velkommen til at hjælpe Wikipedia ved at udvide den. |

- Wikimedia Commons har flere filer relateret til Pi-ramses

30°47′10″N 31°49′21″Ø / 30.786228°N 31.82253°Ø